# Gerard van Schagen
Gerard Lucasz ou Gerrit van Schagen ou van Schaagen (em latim: Gerardus a Schagen; ca. 1642 – depois de 1690) foi um cartógrafo de Amesterdão, conhecido pelos seus mapas. Viveu e trabalhou em Amesterdão, em Haarlemmerstraat, perto da eclusa New Haarlem na casa com a inscrição "In de Stuurman". Foi mencionado no enterro da sua esposa Gertruij Govers van Schendel/Schijndel no Nieuwezijds Kapel a 29 de setembro de 1690.